# Liste der Monuments historiques in Louroux-de-Bouble
Die Liste der Monuments historiques in Louroux-de-Bouble führt die Monuments historiques in der französischen Gemeinde Louroux-de-Bouble auf.

## Liste der Bauwerke
| Bezeichnung         | Beschreibung                              | Standort | Kennzeichnung | Schutzstatus | Datum | Bild           |
| ------------------- | ----------------------------------------- | -------- | ------------- | ------------ | ----- | -------------- |
| Viaduc du Bellon    | Eisenbahnbrücke, erbaut von 1868 bis 1871 | (Lage)   | PA03000040    | Inscrit      | 2009  | weitere Bilder |
| Viaduc de la Bouble | Eisenbahnbrücke, erbaut von 1868 bis 1871 | (Lage)   | PA03000041    | Inscrit      | 2009  | weitere Bilder |

## Liste der Objekte
| Bezeichnung                      | Beschreibung | Standort                                      | Kennzeichnung | Schutzstatus | Datum | Bild |
| -------------------------------- | ------------ | --------------------------------------------- | ------------- | ------------ | ----- | ---- |
| Kelch (Foto in der Base Palissy) | Silber, 1870 | in der Sakristei der Kirche St-Laurent (Lage) | PM03000230    | Classé       | 1983  |      |